# Musée des Arts et Traditions populaires de Moyenne Provence
Le musée des Arts et Traditions populaires de Moyenne Provence est un « musée de France » spécialisé en ethnographie provençale, plus communément connu comme « musée des Arts et Traditions populaires (ATP) ». Il se trouve dans l'ancienne congrégation de Notre-Dame-du-Bon-Pasteur, dont les bâtiments datent du XVIIIe siècle. C'est un membre du r« éseau des musées de la Dracénie », géré par la Communauté d'agglomération dracénoise qui retrace la vie des populations ayant façonné les territoires et les paysages varois. Il est situé place Georges-Brassens, à Draguignan dans le département du Var.

## Missions
Il rassemble d'importantes collections d'ethnographie régionale à travers des activités pédagogiques, expositions temporaires et projections de documentaires audiovisuels.

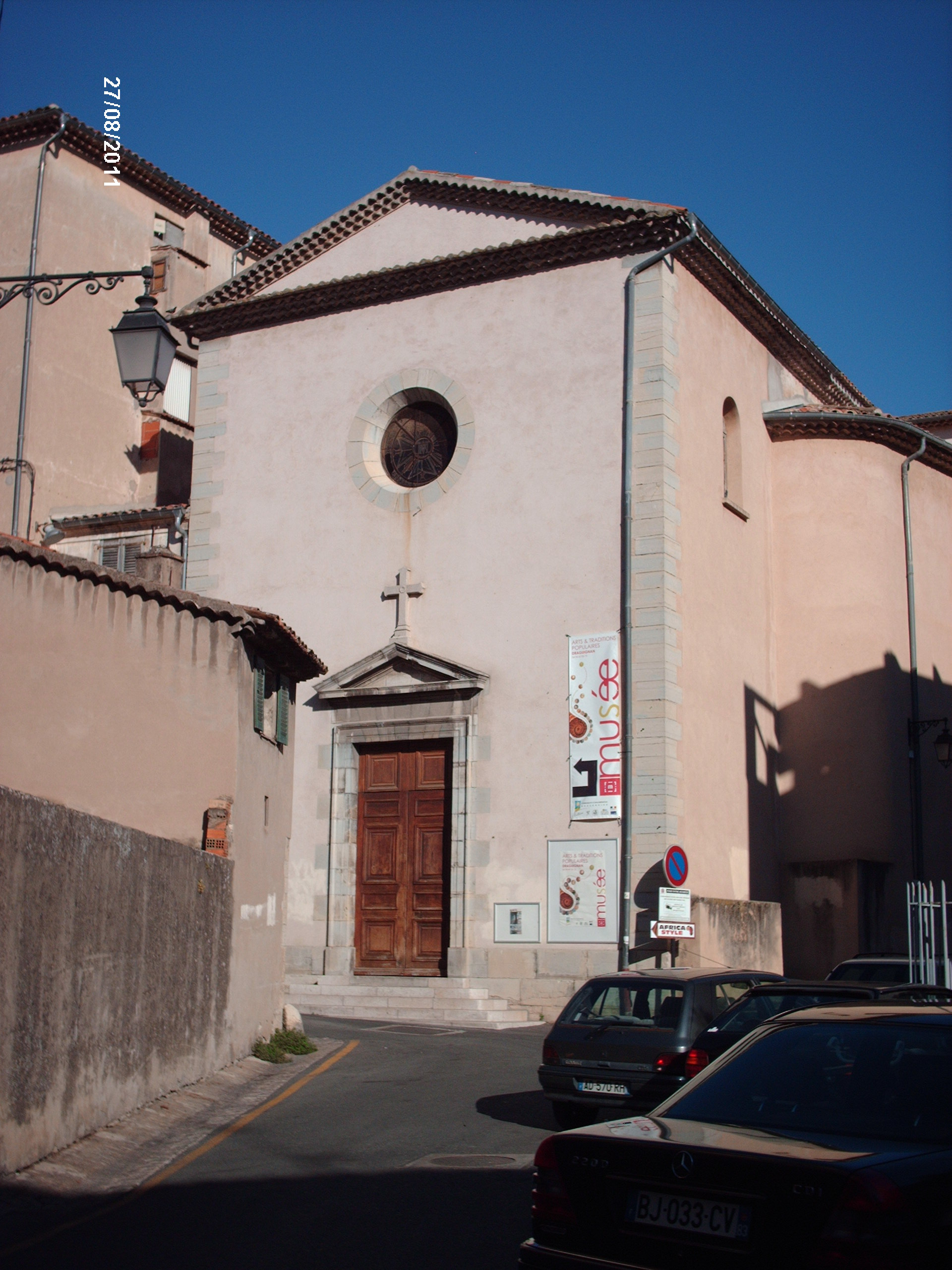
Chapelle du Bon-Pasteur.
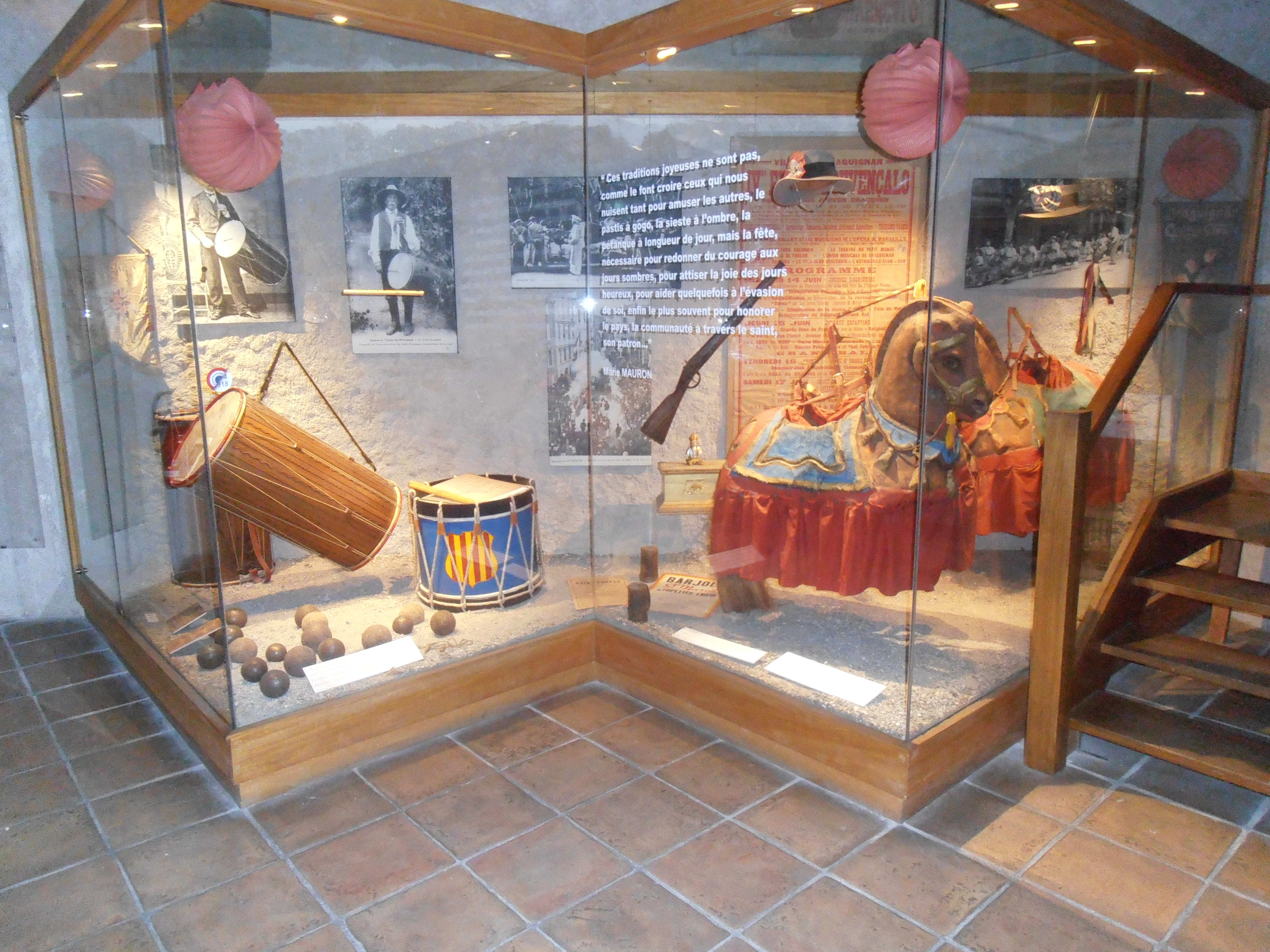
Aspects…
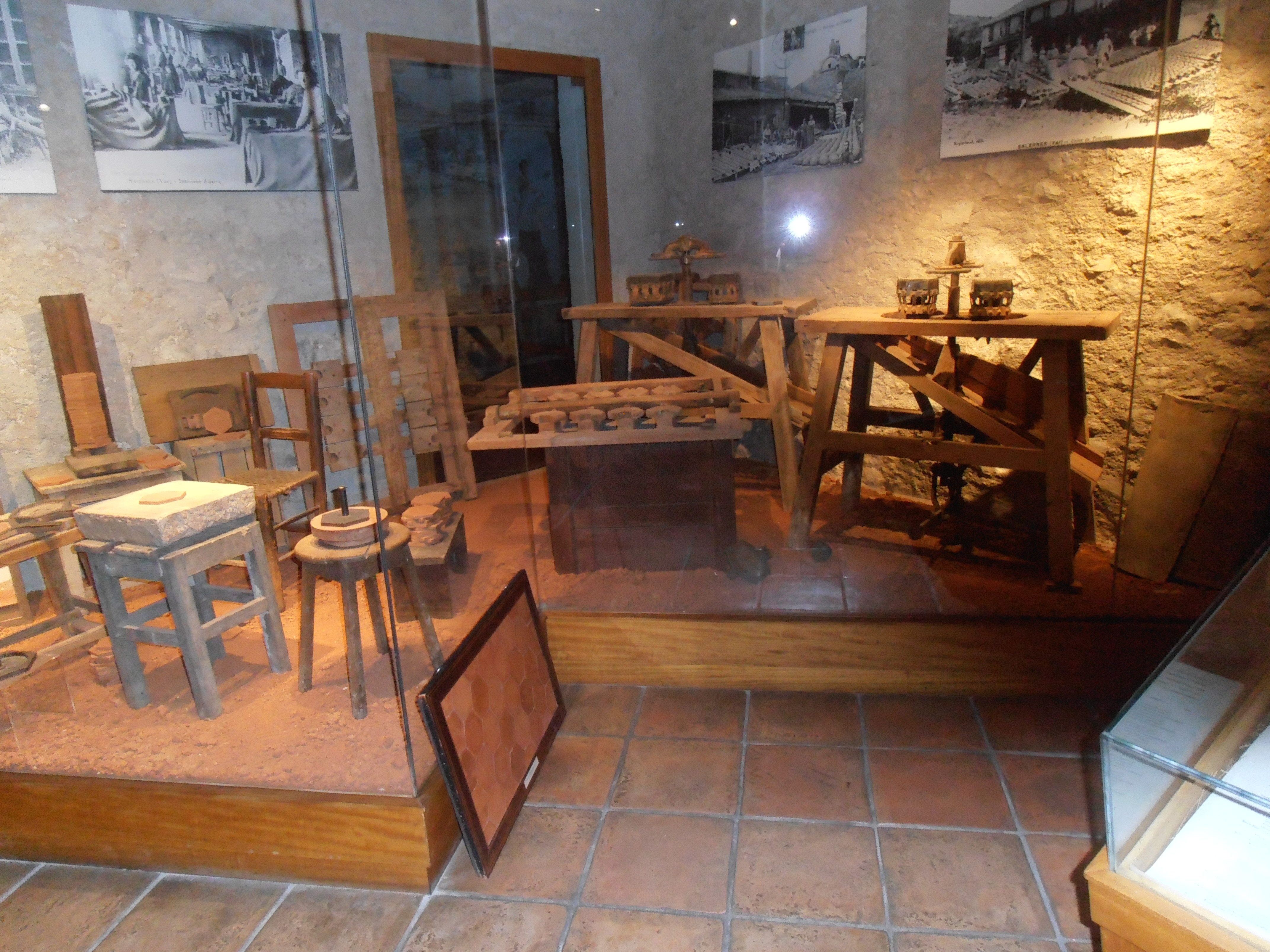
…des…
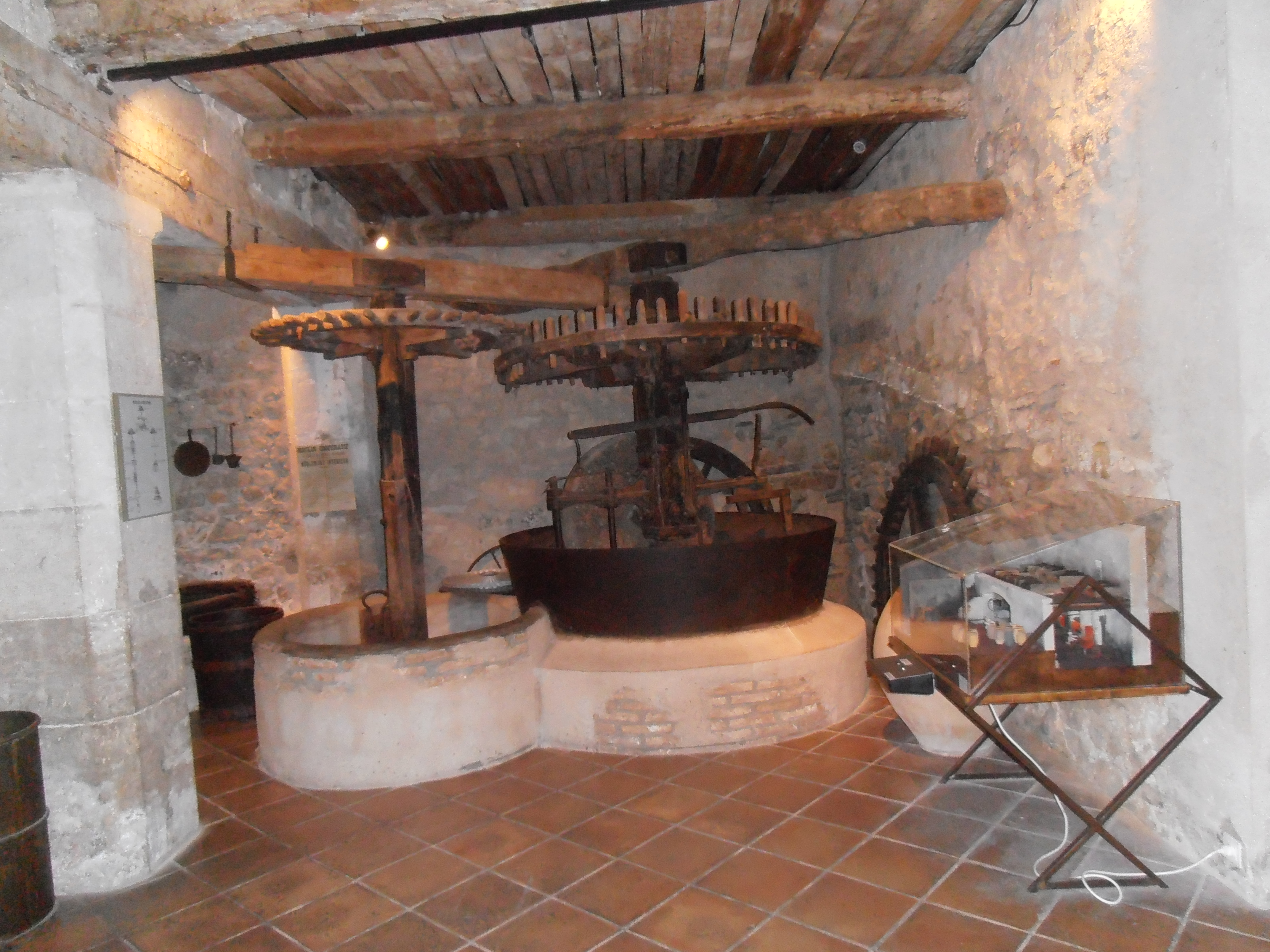
…collections…
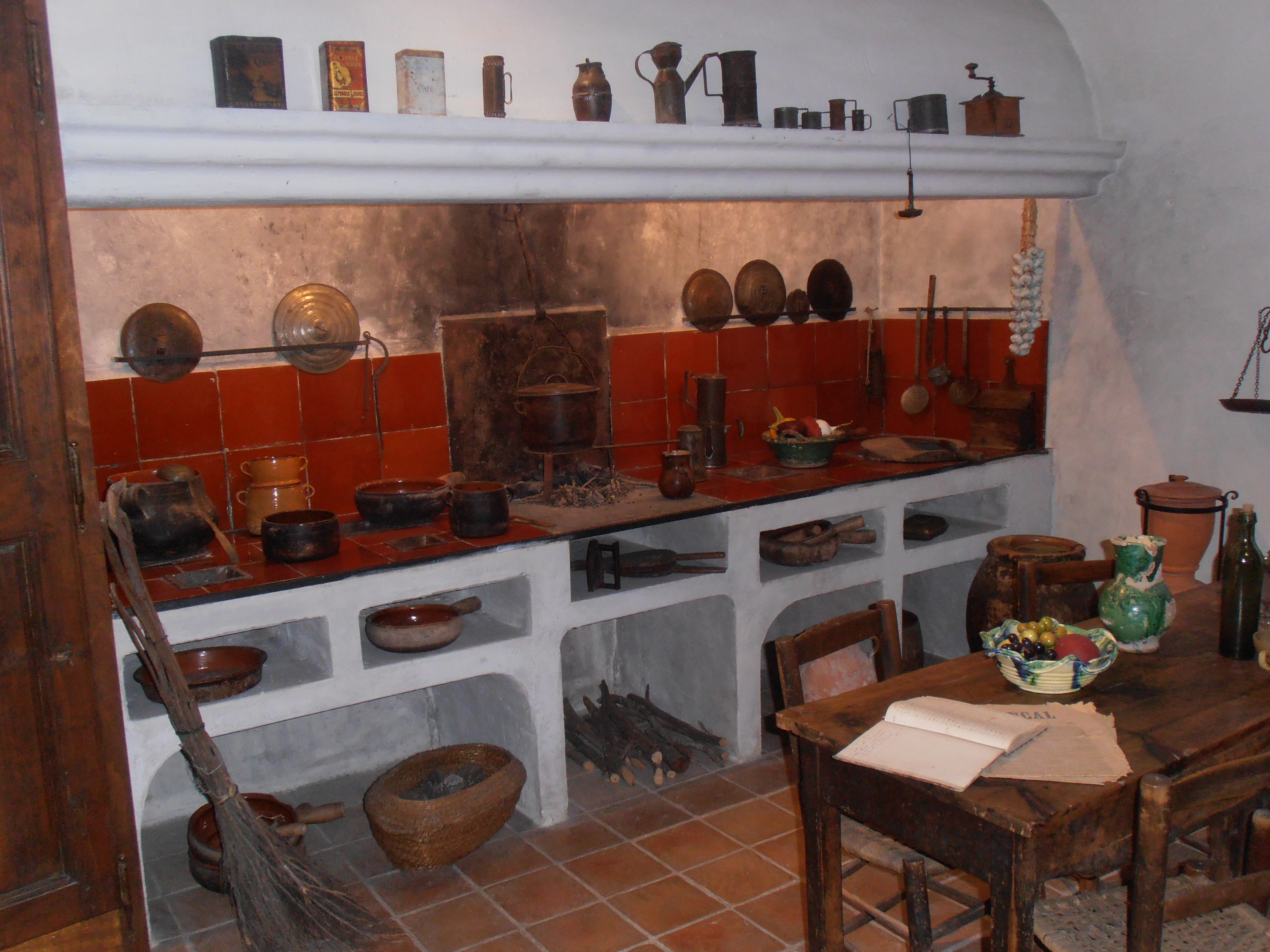
…du Musée.

Différentes activités du musée des ATP et du site sont :
- les expositions thématiques permanentes, temporaires et itinérantes,
- les rencontres, ateliers en famille, stages découverte,
- le centre de documentation, iconothèque, bibliothèque (ancien fonds de la Société d'agriculture varoise),
- la boutique présentant une sélection de produits inspirés des expositions de produits d’artisans locaux.

## Collections
Le musée rassemble d'importantes collections d'ethnographie régionale, dont certaines ont été transférées par l'État à la ville de Draguignan.
Découverte du parcours d'expositions permanentes et temporaires :
- niveau 1 (rez-de-chaussée) :
  - jardin et son jardin ethnologique avec présentation de matériel agricole,
  - salle 1 : la culture des céréales et la viticulture,
  - salle 2 : l'oléiculture, avec la présentation d'un moulin à huile,
  - salle 3 : l'industrie du liège, avec l'utilisation du chêne liège,
  - au bas de l'escalier : la cave,
  - entresol : l'atelier du cordonnier,
- niveau 2 (1er étage) : 
  - salle 4 : l'agriculture, l'élevage du mouton, l'abeille, le ver à soie, la chasse, les collections consacrées à l'artisanat et les manufactures de céramique,
  - salle 5 : l'objet religieux populaire et les peintures murales de la chapelle des Frères découvertes en 1979 pour lesquelles la communauté d'agglomération dracénoise (CAD) a entrepris la restauration des fresques qui auraient été réalisées, selon les historiens, entre 1818 et 1838. Identification de deux personnages emblématiques, parmi d'autres :
    - paroi sud : saint Hermentaire, patron de la ville de Draguignan, terrassant le dragon,
    - paroi nord : Michel[2] terrassant le démon,

  - salle 6 : la cuisine provençale avec sa faïencerie illustrant les savoir-faire locaux (Moustiers-Sainte-Marie, Varages, Salernes), les objets domestiques,
  - salle 7 : le costume, le mobilier, la verrerie, les traditions festives,
- niveau 3 (2e étage) : 
  - expositions temporaires : pour le centenaire de la Première Guerre mondiale : exposition 2015-2016 : « Semailles… mitraille… retrouvailles ? Les Varois dans la Grande Guerre »,
  - centre de documentation.

## Historique du musée

### Historique du bâtiment et de ses diverses utilisations
La congrégation de Notre-Dame-du-Bon-Pasteur avait acquis au début du XIXe siècle l'hôtel de la Motte et les maisons bourgeoise des XVIIe et XVIIIe siècles de la rue de la Motte (ancienne rue Joseph-Roumaville) pour y installer un noviciat et diverses œuvres.
Les plus anciennes sources connues sur ces bâtiments datent de la fin du XVIIIe siècle où apparaît le nom de « hôtel de la Motte ». L'ancien propriétaires des lieux, Jean Durand, fut assassiné avec sa famille à la Révolution française.
- En 1838, Louis-Charles-Jean-Baptiste Michel, évêque de Fréjus[5], décide de fonder une congrégation hospitalière et enseignante : la congrégation de Notre-Dame-du-Bon-Pasteur, et un noviciat pour jeunes filles y est créé.
- En 1840, grâce aux fonds des familles des sœurs et de leur travail, la chapelle de style néo-classique, au bas de la rue Joseph-Roumanille, est construite sur le terrain contigu de l'ancienne maison de la Motte.
- En 1852, un décret fixe le statut des « sœurs de Notre-Dame-de-Miséricorde ou Bon-Pasteur », appelées aussi « sœurs de l'Enfance de Jésus et de Marie[6] ». Une maison et un jardin viennent compléter la propriété en 1858.
- En 1906, à la suite d'un décret du 12 juillet 1906 consécutif à la loi de séparation des Églises et de l'État adoptée le 9 décembre 1905, le pensionnat est fermé.
- En 1917, la congrégation fonde un orphelinat de guerre.
- En 1934, un établissement d'hospitalisation privé pour les enfants orphelins et nécessiteux se substitue au pensionnat[7] : l'institution Jeanne-d'Arc qui ferme finalement ses portes en 1960.

### Historique du musée
En 1973, l'institution ayant vendu les lieux à la ville de Draguignan, les religieuses quittent définitivement les lieux en septembre 1979. Les travaux d'aménagement débutent à partir de 1980 et les collections du musée des Arts et Traditions populaires y sont progressivement installées. Les travaux sont achevés en 1983 et le musée inauguré en 1985.
En 2009, compte tenu des caractéristiques historiques du site et de la proximité immédiate avec le musée des Arts et Traditions populaires, la Communauté d’agglomération dracénoise a décidé, au titre de ses compétences culture et tourisme, d’acquérir le moulin Buisson afin d’étendre le musée des ATP pour y réaliser une exposition permanente ouverte au public relative à l’oléiculture.
La fréquentation du musée a été évaluée à 11 171 visiteurs en 2012.

## Accès
Le musée, ouvert du mardi au samedi de 9 h à 12 h et de 14 h à 18 h à l'exception des jours fériés, est accessible par les transports publics des systèmes de mobilité régionaux et dracénois ; on peut aussi stationner aux parkings des places proches Georges-Brassens, Gilles-Roletto ou du Marché.

## Actions spécifiques et partenariats
Le musée présente des expositions temporaires d'art moderne depuis juillet 2016.

### L'association de sauvegarde des Arts et Traditions populaires de Moyenne Provence
Le musée des Arts et Traditions populaires a été créé sous l’impulsion de l’association de sauvegarde des Arts et Traditions populaires de Moyenne Provence dans les années 1980.
Le centre culturel provençal s'efforce, lui, d'apporter son concours au musée des Arts et Traditions populaires de Moyenne Provence.
Les collections ethnographiques du musée sont devenues communautaires en 2007.
Les perspectives de structuration de l'offre muséale, relative aux musées du Var, ont été fixées pour la période 2012-2018.

#### Brochures
- L'histoire de la soie, tissu somptueux entourés de mythes et de légendes, la domestication du Bombyx ; les usages de la soie en Chine ; la Route de la soie.
- Les différentes sortes de soies, la « soie de mûrier » ou soie domestique ; quelques exemples de soies sauvages (les soies « tussah », la soie « eri »).
- Le grainage : une spécificité du Var, le grainage ; les magnaneries ; la production de graines de ver à soie ; une démarche de qualité ; le grainage cellulaire ; les graines.
- Le commerce de la soie : l'organisation du commerce de la soie.
- Le fil, du coton au tissu : la récolte des cocons ; le filage de la soie grège ; l'usage des cocons percés ; le décreusage ; le greffage chimique ; la teinture ; l'apprêt.
- La conservation des textiles : la lumière ; la température et l'humidité ; la poussière et les insectes ; le non-respect de l'intégrité de l'œuvre ; les actions préventives ; les actions curatives.
- Le mûrier blanc, l'âge d'or des mûriers ; l'approvisionnement en feuilles ; témoignages ; Olivier de Serres.
- De la cave familiale à la cave coopérative, l'origine de la cuve ; faire cuve commune.
- Archéologie de la Grande Guerre : les pratiques funéraires au front, pratiques funéraires ; l'étude anthropologique des corps de soldats mis au jour ; anthropologie biologique ; travail d'identification.